# 斯图尔特·欧文
斯图尔特·欧文（英語：Stuart Irving，1949年2月2日—），美国男子冰球运动员，场上位置是前锋。他曾代表美国国家队参加1972年冬季奥林匹克运动会冰球比赛，获得一枚银牌。